# Оливейра Гонсалвеш, Жуан Педру
Жуан Педру Оливейра Гонсалвеш (порт. João Pedro Oliveira Gonçalves, род. 12 октября 2000, Матозиньюш, Порту) — португальский футболист, вратарь клуба «Боавишта».

## Клубная карьера
Гонсалвеш — воспитанник клубов «Лейшойнш», «Падроэнсе», «Лека де Байло», «Салгейруш» и «Боавишта». 16 октября 2022 года в поединке Кубка Португалии против «Машику» Жуан дебютировал за основной состав последних. 27 мая 2023 года матче против «Шавеша» он дебютировал в Сангриш лиге.